# Грабовський Михайло Юрійович
Миха́йло Ю́рійович Грабо́вський (біл. Міхаіл Юр'евіч Грабоўскі; 31 січня 1984, м. Потсдам, НДР) — білоруський хокеїст, центральний нападник. Виступає за Нью-Йорк Айлендерс у НХЛ.

## Біографія
Вихованець хокейної школи «Юність» (Мінськ). Виступав за «Нафтохімік» (Нижньокамськ), «Динамо» (Москва), «Юність» (Мінськ), «Монреаль Канадієнс», «Гамільтон Бульдогс» (АХЛ), «Торонто Мейпл-Ліфс», ЦСКА Москва.
В чемпіонатах НХЛ — 302 матчі (80+111).
У складі національної збірної Білорусі провів 51 матч (23+26); учасник чемпіонатів світу 2004 (дивізіон I), 2005, 2006, 2008, 2009, 2010 і 2011. У складі молодіжної збірної Білорусі учасник чемпіонатів світу 2002, 2003 і 2004 (дивізіон I). У складі юніорської збірної Білорусі учасник чемпіонату світу 2002.

## Досягнення
- Володар Кубка європейських чемпіонів (2006)
- Володар Кубка Колдера (2007)
- Найкращий хокеїст року Білорусі (2009, 2011).